# Pale as Milk
Pale as Milk är det första och enda soloalbumet av Last Days of Aprils frontfigur Karl Larsson. Skivan utgavs på Bad Taste Records 2005.
Låten "(I Wanna Know) All You Know" fanns med i filmen Frostbiten.

## Låtlista
Alla låtar är skrivna av Karl Larsson.
1. "(I Wanna Know) All You Know" - 2:31
2. "Off the Cliff" - 4:04
3. "Is It Cold in Here?" - 4:47
4. "The Stalker" - 3:31
5. "Devil's Strings" - 3:06
6. "Found Half, Lost All" - 2:38
7. "Lion's Escape" - 4:26
8. "Wind in Tree" - 5:23
9. "Do You Know My Name?" - 4:08

## Medverkande musiker
- Carl Wikman - trummor
- Fredrik Hermansson - wurlitzer-piano
- Karl Larsson - övriga instrument

## Mottagande
Muzic.se gav skivan 4/5 och Dagensskiva.com 7/10. Allmusic.com gav betyget 3,5/5.